# Muhàmmad Farid Bey
Muhàmmad Farid Bey ibn Àhmad Farid Paixà (el Caire, 20 de gener de 1868 - Berlín, 15 de novembre de 1919) fou un advocat de professió i polític egipci d'origen turc.
Va col·laborar amb Mustafà Kamil Paixà, cap de l'oposició nacionalista als britànics i fundador el 1907 del Partit Nacionalista Egipci (al-Hizb al-Watani). Kamil va morir al començament del 1908 i Muhàmmad el va succeir al front del partit, però la direcció efectiva per delegació va passar al xeic Abd al-Aziz al-Shawish, fanàtic religiós que va trencar la transversalitat del moviment entre coptes i musulmans i que va convertir el grup en un moviment nacionalista islamista. El 1910-1911 hi va haver enfrontaments entre coptes i musulmans i el partit va perdre prestigi. El seu òrgan escrit era Al-liwà.
Muhammad Farid va intentar atreure a la causa egípcia l'esquerra europea, especialment la britànica, i va fundar un sindicat de ferroviaris el 1909 i de treballadors industrials el 1911. En esclatar la Primera Guerra Mundial es va refugiar a Ginebra (Suïssa) i després a Berlín, i en acabar la guerra això el va perjudicar i la direcció del moviment independentista va passar de facto a Sad Zaghlul Pasha, polític reformista moderat i laic proper a l'Umma.